# České Petrovice
České Petrovice é uma comuna checa localizada na região de Pardubice, distrito de Ústí nad Orlicí.